# あざ丸
あざ丸（あざまる）は、平安時代から鎌倉時代に作られたとされる日本刀（脇差）である。愛知県指定文化財に指定されており、愛知県名古屋市熱田区の熱田神宮が所蔵する。癬丸、痣丸、黶丸とも称される。

## 概要
製作者は助平（すけひら）や包平（かねひら）や正恒（まさつね）、守恒、文寿など諸説あることが福永に取り上げられている。また福永は藤原景清の佩刀であるとも述べている。名称の由来について福永は二つの説に触れており、景清がこの刀を通して顔の痣を見るうちに痣そのものが消えたとする説と、刀自体の鎺付近にある黒い痣のような部分が摺り上げても消えなかったことによる説について述べている。
奥浄瑠璃『田村三代記』の末尾には屋代本『平家物語』や『源平盛衰記』の「剱の巻」に相当する部分が挿入される。古態を残す渡辺本『田村三代記』の「つるぎ譚」によると、鈴鹿御前の形見として三明の剣のうち田村丸利仁に託された大通連、小通連が田村に暇乞いをして天に登り、3つの黒金となったものを箱根の小鍛冶に打たせたものがあざ丸、しし丸、友切丸の3つの剣である。景清はこの刀を熱田神宮に奉納したものの、後に持ち出されたと福永は見ている。
『信長公記』には以下の記述が見られる。戦国時代に入った頃、尾張国では斎藤道三と織田信秀の抗争が激化していた。信秀は美濃国に侵攻し町々を焼き払ったが、思うように結果が出ず撤退を決定した。大半の兵が引き上げた隙を見て道三は奇襲を掛け、このとき両者の間で激戦（加納口の戦い）となり、織田方として参戦していた熱田神宮宮司家の千秋季光（藤原季光とも称す）はこの「あざ丸」を脇差として用いており、討ち死にした。
まもなく、この日本刀は斉藤方の陰山一景が手に入れた。大敗した信秀は織田播磨守を大柿城（後の大垣城）へ入れてこれを守らせた。これを見て道三は大柿城付近まで攻めた。この時、陰山一景も「あざ丸」を脇差として用いて牛屋山大日寺に陣を構えていた。彼が床几に腰を置いていたところ、城側が放った矢が左目に命中した。すぐさま矢を引き抜いた一景であったが、間髪入れずに今度は右目も射抜かれてしまった。時は巡り、「あざ丸」は丹羽長秀の手に渡った。しかし、それ以降長秀は眼病に悩まされるようになり、周囲の人々の助言に従って熱田神宮へ奉納した。これによって長秀は眼病に悩まされなくなったという。1980年2月12日に愛知県指定文化財に指定され、2019年時点でも熱田神宮に所蔵されている。

## 物語での登場
景清と共に登場することが多く、謡曲『大仏供養』では源頼朝への襲撃が明らかになった際に景清がこれを用いて数多の敵を倒すシーンに登場する。歌舞伎にも取り入れられ、『二人景清』では変装した景清の正体を見破る契機となった他、『解脱』では梶原景時に奪われ、『めくら景清』では景清が娘に手渡している他、『垣衣草手向発心』では景清ゆかりのものが短刀の癬丸を抜くと顔に痣が現れ、鞘に納めると消えるようになっている。

## 関連文献
- 熱田神宮文化部文化課 編『熱田神宮の宝刀 : 鑑賞のしおり』熱田神宮宮庁、2007年3月。